# (5254) Ulysse
(5254) Ulysse, internationalement (5254) Ulysses, est un astéroïde troyen de Jupiter.

## Description
(5254) Ulysse, internationalement (5254) Ulysses,  est un astéroïde troyen de Jupiter situé au point de Lagrange L4 du système Soleil-Jupiter, dans le « camp grec ». Il a été découvert par Eric Walter Elst à l'observatoire de Haute-Provence le 7 novembre 1986.
L'astéroïde est nommé d'après le héros grec Ulysse.